# Carl Philipp von Schatte

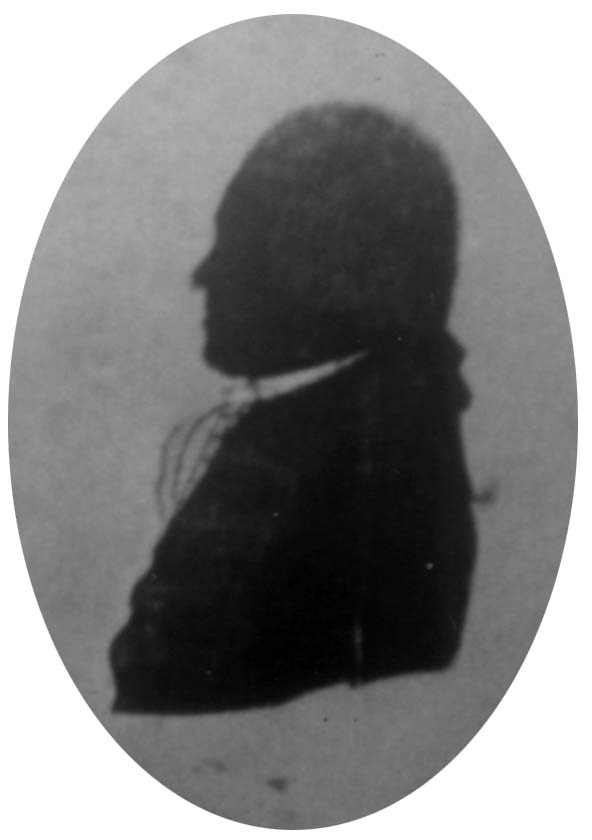
Carl Philipp von Schatte
(um 1789)

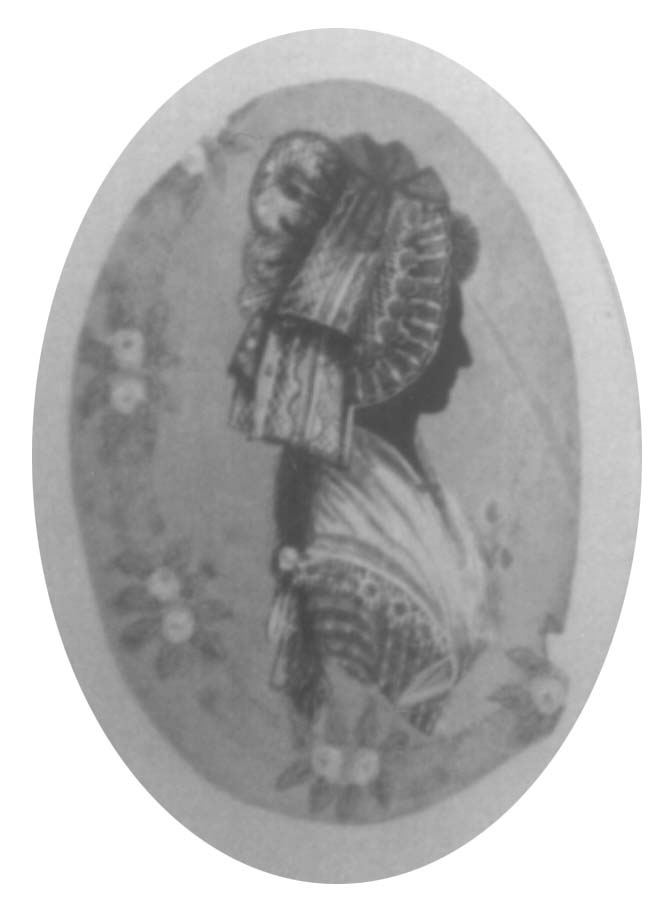
Anna Lucia Helena von Schatte, geborene Jäger

Carl Philipp Schatte, später von Schatte (* 10. April 1746 in Bensberg; † 7. Juni 1833 in Wermelskirchen) war ein kurfürstlich pfälzischer Amtsverwalter des herzoglich Bergischen Amtes Bornefeld-Hückeswagen.

## Leben
Er war der Sohn des Michael Arnold Schatte (um 1710–1790), Gerichtsschreiber zu Bensberg und Porz, und der Anna Margaretha Michels und wurde am 19. November 1746 als ältester Sohn in der katholischen Kirche zu Bensberg getauft. Sein Familienwappen zeigt eine springende Katze (franz.: Chatte). Wann er in den Adelsstand erhoben wurde, ist unbekannt.
Schatte war zunächst Vertreter des Amtmannes und damit des Herzogs von Berg, also des pfälzischen Kurfürsten Karl Theodor. Die Funktion entsprach etwa dem eines Landrats mit der Befähigung zum Richteramt. Er vertrat als Anwalt die Abtei Altenberg vor dem Gericht des Amtes.
Franz Adolf Freiherr von Nagel zu Nagelsgaul, kurpfälzischer Amtmann zu Hückeswagen und Bornefeld, übergab Schatte dann am 20. März 1780 die Verwaltung der beiden Ämter. Am 13. Oktober 1807 wurde der Amtsverwalter durch die Aufhebung der bisherigen Ämtereinteilung im Großherzogtum Berg faktisch überflüssig. Im Jahr 1812 war Schatte nach eigenen Angaben ohne Stellung. Er wohnte in Wermelskirchen, heute Kölner Straße 30, gegenüber der Einmündung der Schillerstraße.
Schatte heiratete am 22. Februar 1790 in Wermelskirchen Anna Lucia Helena Jäger (1771–1812/1813).
Schattes Erben versteigerten seinen Nachlass im Wert von 6210 Talern.